# Eumedusa birulai
Eumedusa birulai är en nässeldjursart som först beskrevs av Linko 1913.  Eumedusa birulai ingår i släktet Eumedusa och familjen Bythotiaridae. Inga underarter finns listade i Catalogue of Life.